# Каджунский диалект французского языка
Каджунский диалект французского языка (фр. français cadien / français cadjin), иногда называемый луизианским региональным вариантом французского языка — общее название вариантов французского языка, на котором говорят каджуны в Луизиане, США, особенно в её южных приходах, а также небольших общинах на юго-востоке Техаса. В современной Луизиане сосуществует с луизианским франко-креольским языком, стандартным французским, каджунским английским и стандартным английским.